# Malina (Roman)

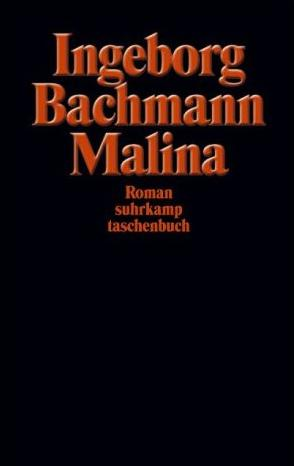
Ausgabe von Malina des Suhrkamp Verlags

Malina ist ein 1971 veröffentlichter Roman der österreichischen Schriftstellerin Ingeborg Bachmann.

## Inhalt
Im Zentrum des Romans steht die (namenlose) Ich-Erzählerin, welche ihre existentielle Situation als Frau und Schriftstellerin bis in die Extremzonen erforscht, und zwar sowohl durch persönliche Reflexion als auch in Dialogform. Sie ist eine Intellektuelle und wohnt in der Ungargasse in Wien; Zeitpunkt der Erzählung ist die zweite Hälfte des 20. Jahrhunderts. Die Struktur des Romans ist dreigliedrig:
Im ersten Kapitel „Glücklich mit Ivan“ erzählt sie von ihrer Beziehung zu Ivan, einem ebenfalls in der Ungargasse wohnhaften gebürtigen Ungarn, der in der Finanzbranche tätig ist. In seiner Nähe will sich die Erzählerin glücklich und geborgen fühlen. Ivan erwidert zwar ihre Liebe, hat aber oftmals nur wenig Zeit (Auslandsreisen) und geht nicht allzu sehr auf ihre ausgeprägte Emotionalität und auf die immer häufiger auftretenden psychischen Probleme ein. Wenn Ivan nicht da ist, unterhält sie sich mit ihrem Mitbewohner Malina, einem ordentlichen, stets die Ruhe bewahrenden Militärhistoriker. Wenn die Protagonistin Malina sucht, ist er immer da.
Im zweiten Kapitel „Der dritte Mann“ erfährt man vom Ursprung ihrer Probleme und ihrer übersteigerten Sensibilität; es ist dies der Höhepunkt der Erzählung. In Träumen und tranceartigen Zuständen erinnert sie sich an die Schrecken des Zweiten Weltkrieges, an Gaskammern und Vergewaltigungen. Als personifizierter Schrecken tritt dabei der „Vater“ auf, wobei, wie sie selber erkennt, damit nicht nur ihr leiblicher Vater gemeint ist, der als Lehrer bereits seit 1932 Mitglied der NSDAP und Wehrmachtsoffizier gewesen war, sondern auch die von Männern dominierte Schreckenswelt des Nationalsozialismus an sich. Eine andere mögliche Deutung des Vatermotivs wird von Malina selbst vorgeschlagen; es handele sich hierbei um den inneren Krieg der Ich-Erzählerin.
Im dritten Kapitel „Von letzten Dingen“ versucht sie, im Dialog mit dem immer anständigen, aber wenig nahen Malina ihre Probleme zu überwinden – wobei schnell deutlich wird, dass ein Leben „nach dem Geheimnis“, also nachdem sie den Grund für ihre Verzweiflung im zweiten Kapitel freilegen konnte, eigentlich unmöglich ist; dies wird zum Beispiel durch ihre Reflexionen über das Briefgeheimnis am Anfang des Kapitels angedeutet. So handelt das dritte Kapitel von der unausweichlichen Eskalation ihrer Existenz. Die Ich-Erzählerin sieht ein, dass eine Beziehung mit Ivan nicht möglich ist, ja dass wohl überhaupt keine Beziehung für sie mehr möglich ist. Der Sprache und den Normen einer von Männern dominierten Welt hat sie nichts entgegenzuhalten. „Ich habe in Ivan gelebt und ich sterbe in Malina“, stellt sie ernüchtert fest. Der Tod der Ich-Erzählerin wird durch ihr symbolisches Verschwinden in einer Ritze in der Hauswand angedeutet. „Es war Mord.“ Dieser letzte Satz des Romans betrifft auch den Prozess des Schreibens, das sie – ernüchtert – für einen unzureichenden Ersatz für ihre unerfüllte Liebe und als untauglich zur Heilung der durch die Gesellschaft verursachten Wunden hält (Schreiben als schmerzlichste aller Todesarten).

## Charakterkonstellationen
Im Mittelpunkt der Handlung steht die Dreiecksbeziehung einer Frau zu zwei Männern. Die namenlose Ich-Erzählerin befindet sich in einer Beziehung zu Malina, mit diesem teilt sie sich eine Wohnung in der Ungargasse 6. Ivan, ihr heimlicher Liebhaber, lebt ebenfalls in der Ungargasse in Wien, bewohnt jedoch eine Wohnung im Haus Nummer 9.
Beginnend mit einem Prolog beziehungsweise einem Personenregister, liefert der Roman „Malina“ einen Überblick über die Protagonisten und deren Relation. Im weiteren Verlauf des Werkes werden die komplexen Charaktere, Hintergründe sowie Beweggründe aufgedeckt und beleuchtet.
Ivan ist gebürtiger Ungar, „geht einer geregelten Arbeit nach“ und ist in der Finanzbranche tätig. Béla und András sind seine Kinder. Ivan sagt: „Ich liebe niemand. Die Kinder selbstverständlich ja, aber sonst niemand.“ Dies beschreibt parallel seine Position bezüglich der Ich-Erzählerin. Er duldet ihre Anwesenheit, ist jedoch gelangweilt, „Ivan hält sich die Hand vor den Mund, damit ich nicht merken soll, daß er gähnt“. Ihre übersteigerte Sensibilität weiß er nicht handzuhaben und geht ebenso wenig auf ihre Emotionalität ein.
Die Protagonistin besitzt einen „österreichische[n] Paß, ausgestellt vom Innenministerium. Be-glaubigter Staatsbürgerschaftsnachweis. Augen br., Haare bl., geboren in Klagenfurt“. Anders als Ivan erfährt sie die gemeinsame Beziehung nicht als Fluch, sondern als Segen. Er ist der Grund ihres Überlebens. „Als Ivan mich zu heilen anfängt, kann es nicht mehr ganz schlimm sein auf Erden.“ Doch tatsächlich ist das Gegenteil der Fall. Ivan „heilt“ nicht, er zerstört die Existenz der Ich-Erzählerin. Von Beginn an ist die Protagonistin dem dominanten Mann unterworfen und entwickelt eine Abhängigkeit gegenüber dessen Wertschätzung, Zeit und Aufmerksamkeit. Mit jeder Demütigung und Ablehnung verliert sie ein Stück ihrer Identität, bis psychische Probleme unausweichlich sind.
Dennoch beschreibt das Ich Ivan und sich als „die konvergierende Welt.“ Während dies zwei unweigerlich zusammenhängende Elemente repräsentiert, sind „Malina und ich, nur weil wie eins sind: die divergierende Welt.“
Die Beziehung zwischen dem Militärhistoriker Malina und der Ich-Erzählerin wird als konträr und dissonant illustriert. Auch hier liegt eine deutlich definierte Vorstellung des Machtverhältnisses beziehungsweise der Geschlechterrollen innerhalb der Partnerschaft vor. „Ich war allerdings von Anfang an unter ihn gestellt“ oder „Ich war auch Malinas Geschöpf“ unterstreichen, in welcher untergeordneten Stellung die Ich-Erzählerin agiert.
Neben diesen drei Hauptakteuren, die als handelnde Elemente auftreten, werden einige fiktive Charaktere erwähnt. Dazu gehören einige Mitglieder der Wiener Gesellschaft, Familienmitglieder der Ich-Erzählerin – besonders ihr Vater nimmt eine führende Rolle ein.

## Biografisch-literarische Bezüge
Bachmann selbst bezeichnete ihren Roman „ausdrücklich [als] eine Autobiographie, aber nicht im herkömmlichen Sinn. Eine geistige, imaginäre Autobiographie. Diese monologische oder Nachtexistenz hat nichts mit der gewöhnlichen Autobiographie zu tun, mit der ein Lebenslauf und Geschichten von irgendwelchen Leuten erzählt werden.“ Ganz ähnlich versteht auch Marcel Reich-Ranicki den Roman; er liest ihn als „poetischen Krankheitsbericht, als das Psychogramm eines schweren Leidens“.
Es finden sich Details aus Bachmanns Leben im Roman. So wohnte das Ich früher in der Beatrixgasse 26 im 3. Wiener Bezirk, Bachmanns Adresse als Studentin von Winter 1946/1947 bis – mit Unterbrechungen – Juni 1949. Der Roman wurde vielfach als Aufarbeitung der Beziehung Ingeborg Bachmanns mit Max Frisch verstanden und als Antwort auf dessen Roman Mein Name sei Gantenbein gewertet. Er wurde in dieser Hinsicht auch als Schlüsselroman gelesen. Konstanze Fliedl widersprach dieser Lesart in der Hinsicht, dass Bachmann wie Frisch als postmoderne Schriftsteller literarische Identitäten und Lebensgeschichten stets dekonstruiert hätten, dass jedes Ich in ihren Werken stets ein Ergebnis erzählter Geschichten sei.
Nicht zu unterschätzen ist jedoch die Rolle des Vaters im Roman. Bachmann, so ihre Biografin Andrea Stoll, habe in Malina „dem Drama der Töchter im 20. Jahrhundert zu einer unverwechselbaren Stimme verholfen und in ihrer Radikalität die literarisch tradierten Vater-Sohn-Konflikte weit hinter sich gelassen“.
Der Beginn des Romans stellt eine literarische Anspielung auf Hans Weigels Roman Unvollendete Symphonie dar, in dem er in literarisierter Form über seine Beziehung zu Ingeborg Bachmann schreibt. Während Hans Weigel seinen Roman mit „Der Ort ist Wien. Und die Zeit ist heute.“ beginnen lässt, verkürzt Bachmann auf die Zeitangabe „Heute“ und die Ortsangabe „Wien“.
Die Nachricht von Celans Freitod Ende April 1970 fällt zeitlich mit einer späten Arbeitsphase am Roman zusammen. In die Reinschriftfassung fügte Bachmann mit der Legende Die Geheimnisse der Prinzessin von Kagran und dem Traumkapitel eine Hommage an Celan ein.
Die Figur des Fremden im schwarzen Mantel steht mit ihm in Verbindung.

## Rezeption
Ingeborg Bachmann beschwor in einer Albtraum-Sequenz in der Figur des Fremden mit dem schwarzen Mantel Paul Celan herauf. Damit verband sie ihr eigenes Liebesschicksal mit dem jüdischen Schicksal Celans. In dem Band Herzzeit, der die Briefe beider zwischen 1948 und 1967 enthält, enthüllte sie endgültig „die vielfältigen Spuren, die diese Liebe im Werk beider Dichter hinterlassen hat“. Der ebenso mit ihr in einer frühen Lebensphase verbundene Komponist Hans Werner Henze rühmte in einem Telegramm an sie Malina als „DIE ELFTE (Sinfonie) VON MAHLER“.
Der Roman wurde 1991 von Werner Schroeter (Regie) und Elfriede Jelinek (Drehbuch) mit Isabelle Huppert, Mathieu Carrière und Can Togay in den Hauptrollen unter dem Titel Malina verfilmt.
2019 erschien bei New Directions eine von Philip Boehm übersetzte englische Ausgabe mit einer Einleitung von Rachel Kushner.
Im Juni 2022 erfolgte die Premiere einer Bearbeitung von Ute Liepold (Theater Wolkenflug) mit Grischka Voss, Birgit Fuchs und Magda Kropiunig im Burghof Klagenfurt. Im September 2023 hatte am Volkstheater Wien die Bühnenfassung von Claudia Bauer (auch Regie) und Matthias Seier (Dramaturgie) Premiere, mit u. a. Evi Kehrstephan, Bettina Lieder, Nick Romeo Reimann und Samouil Stoyanov. Fritzi Wartenberg brachte 2024 am Berliner Ensemble eine Fassung auf die Bühne, in der Constanze Becker, Josefin Platt und Maeve Metelka sowohl Textstellen der Ich-Erzählerin als auch von Ivan und Malina übernahmen.

## Ausgabe
- Ingeborg Bachmann: Malina. Roman. (= Bibliothek Suhrkamp. Band 534). Suhrkamp Verlag, Frankfurt am Main 1971, ISBN 3-518-01534-6.

## Sonstiges
Das Typoskript von Malina, das Bachmann an den Suhrkamp Verlag schickte, ist im Literaturmuseum der Moderne in Marbach in der Dauerausstellung zu sehen.